# Vicky Hartzler

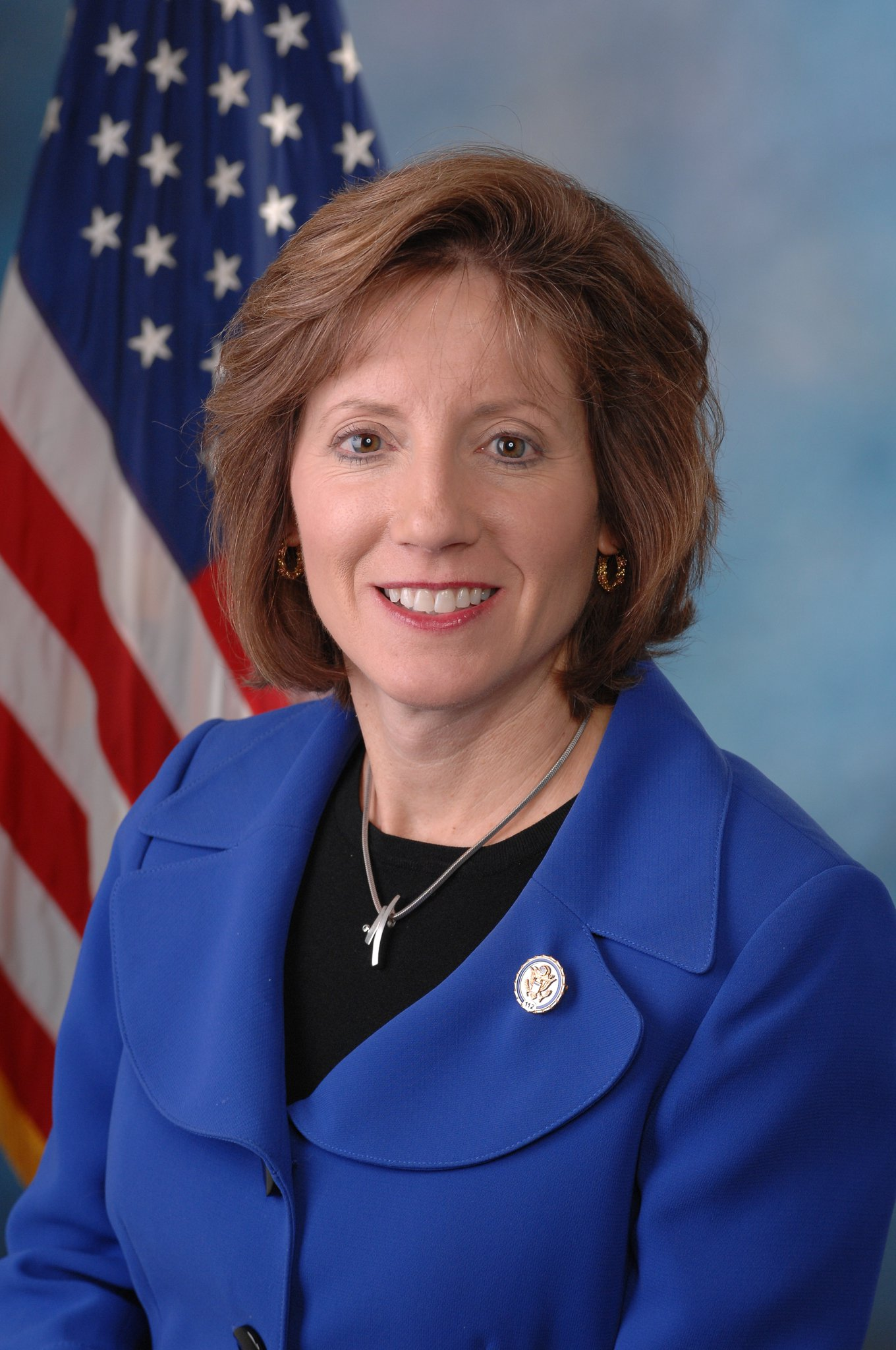
Vicky Hartzler

Vicky Jo Hartzler (* 13. Oktober 1960 in Harrisonville, Cass County, Missouri) ist eine US-amerikanische Politikerin. Von 2011 bis 2023 vertrat sie den Bundesstaat Missouri im US-Repräsentantenhaus. Bei der Wahl zum Senat 2022 kandidierte sie erfolglos.

## Werdegang
Vicky Hartzler besuchte bis 1979 die Archie High School. Anschließend studierte sie bis 1983 an der University of Missouri in Columbia sowie danach bis 1992 an der University of Central Missouri in Warrensburg. Schwerpunkt ihres Studiums war Pädagogik. Anschließend unterrichtete sie selbst elf Jahre lang an verschiedenen High Schools in Missouri Sozialkunde; dabei ging es vor allem um Familien- und Verbraucherbelange. Außerdem handelte sie als Geschäftsfrau mit Farmausrüstungsgegenständen.
Politisch schloss sich Hartzler der Republikanischen Partei an.  Zwischen 1995 und 2001 saß sie als Abgeordnete im Repräsentantenhaus von Missouri. Im Jahr 2005 wurde sie Vorsitzende des Frauenrats von Missouri. Bei den Kongresswahlen des Jahres 2010 wurde sie im vierten Wahlbezirk ihres Staates in das US-Repräsentantenhaus in Washington, D.C. gewählt, wo sie am 3. Januar 2011 die Nachfolge von Ike Skelton antrat. Nach vier Wiederwahlen in den Jahren 2012, 2014 und 2016 konnte sie ihr Amt bis 2023 ausüben. Im Kongress war sie Mitglied im Landwirtschaftsausschuss, im Streitkräfteausschuss und im  Haushaltsausschuss (House Committee on the Budget) sowie in insgesamt fünf Unterausschüssen. Vicky Hartzler gehörte innerhalb ihrer Partei dem Republican Study Committee und dem Tea Party Caucus an.
2022 kandidierte die statt für das Repräsentantenhaus für das Amt einer US Senatorin. Sie Unterlagen dabei Eric Schmitt schon in der Vorwahl.
Sie ist verheiratet und lebt privat auf einer Farm in Harrisonville. Das Paar hat eine adoptierte Tochter.

## Politische Positionen

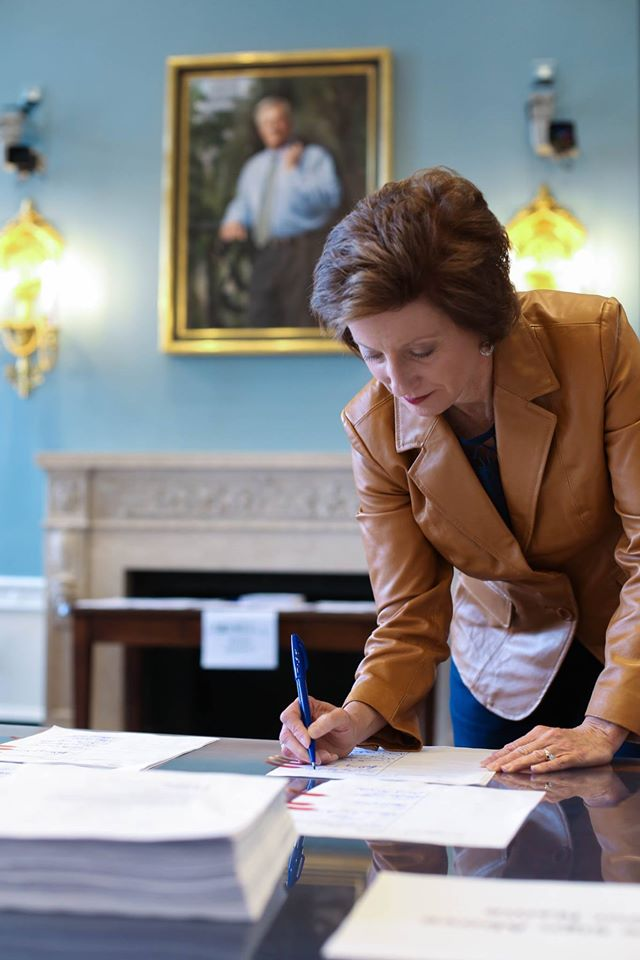

Sie gilt als konservativ und tritt für Steuer- und Ausgabensenkungen ein. Dabei unterstützt sie regelmäßig die Ausgabensteigerungen für das Militär im National Defense Authorization Act. Im September 2013 stimmte Hartzler dafür, Sozialleistungen in Höhe von 39 Milliarden Dollar zu reduzieren. Für ihre Farm hat Hartzler zwischen 1995 und 2013 mehr als 800.000 US$ an Subventionen kassiert.
Hartzler ist entschiedene Gegnerin gleichgeschlechtlicher Ehen. Vor Collegestudenten beim Eagle Forum in Washington D.C. am 9. Juni 2011 sagte sie, das Legalisieren der gleichgeschlechtlichen Ehe werde dazu führen, dass Pädophile und Polygamisten auch bald heiraten dürften. Ihr eigener Neffe ist offen schwul.
Bei einer Debatte in Missouri am 5. April 2012 bezweifelte Hartzler die Echtheit der Geburtsurkunde Barack Obamas. Während eines Kälteeinbruchs 2014 spottete sie über globale Erwärmung.
Hartzler sprach sich 2012 dafür aus, die „Feindschaft mit China“ zu intensivieren. Als Mitglied der Congressional-Executive Commission on China landete Hartzler 2020 auf einer chinesischen Sanktionsliste, als Vergeltung dafür, dass die US-Regierung zuvor vier Chinesen Menschenrechtsverletzungen in Xinjiang vorgeworfen hatte.